# Pareuchiloglanis gongshanensis
Pareuchiloglanis gongshanensis är en fiskart som beskrevs av Chu, 1981. Pareuchiloglanis gongshanensis ingår i släktet Pareuchiloglanis och familjen Sisoridae. Inga underarter finns listade i Catalogue of Life.